# 2004 في إسبانيا
فيما يلي قوائم الأحداث التي وقعت خلال عام 2004 في إسبانيا.

## أحداث
- 11 مارس – تفجيرات مدريد 2004

## سياسة

### تعيين في المنصب
- 24 مارس – خوسيه لويس ثباتيرو عضو مجلس النواب الإسباني  [لغات أخرى]‏،رئيس وزراء إسبانيا.
- 25 مارس – رودريجو راتو عضو مجلس النواب الإسباني  [لغات أخرى]‏.
- 26 مارس – ماريانو راخوي عضو مجلس النواب الإسباني  [لغات أخرى]‏،Leader of the Opposition (Spain) [الإنجليزية]‏.
- 29 مارس – كارمي تشاكون عضو مجلس النواب الإسباني  [لغات أخرى]‏.
- 30 مارس – ميغيل أنخيل موراتينوس عضو مجلس النواب الإسباني  [لغات أخرى]‏.
- 31 مارس – ألفريدو بيريث روبالكابا عضو مجلس النواب الإسباني  [لغات أخرى]‏.
- 2 أبريل – خوردي تورول عضو البرلمان الكاتالوني ‏.

### انتهاء فترة المنصب
- 2 أبريل – ألفريدو بيريث روبالكابا عضو مجلس النواب الإسباني  [لغات أخرى]‏.
- 2 أبريل – خوسيه لويس ثباتيرو عضو مجلس النواب الإسباني  [لغات أخرى]‏.
- 2 أبريل – خوسيه ماريا أثنار عضو مجلس النواب الإسباني  [لغات أخرى]‏،رئيس وزراء إسبانيا.
- 2 أبريل – رودريجو راتو عضو مجلس النواب الإسباني  [لغات أخرى]‏،عضو مجلس النواب الإسباني  [لغات أخرى]‏.
- 2 أبريل – فيليبي غونثاليث عضو مجلس النواب الإسباني  [لغات أخرى]‏.
- 2 أبريل – كارمي تشاكون عضو مجلس النواب الإسباني  [لغات أخرى]‏.
- 2 أبريل – ماريانو راخوي عضو مجلس النواب الإسباني  [لغات أخرى]‏.

## رياضة
- 1 يناير – جائزة كتالونيا الكبرى للدراجات النارية 2004
- 1 يناير – طواف إسبانيا 2004

## أفلام
من الأفلام التي صدرت هذه السنة في إسبانيا:
- 1 يناير – البحر بداخله من إخراج أليخاندرو آمينابار.
- 1 يناير – التربية السيئة من إخراج بيدرو ألمودوبار.
- 1 يناير – الميكانيكي من إخراج براد أندرسون.
- 22 ديسمبر – جسر سان لويس راي من إخراج Mary McGuckian [الإنجليزية]‏.

## برامج ومسلسلات وأنمي
- قلب المدينة
- هوسبيتال سنترال

## مواليد

### فبراير
- 19 فبراير – ميلي بوبي براون ممثلة بريطانية.

## وفيات

### يناير
- 21 يناير – خوان فيلاسكو (مواليد 1922)

### فبراير
- 28 فبراير – كارمن لافوريت (مواليد 1921) مؤلفة إسبانية.

### مارس
- 22 مارس – غيرمان غوميز (مواليد 1914) لاعب كرة قدم إسباني.